# سنتر (داکوتای شمالی)
سنتر(به انگلیسی: Center) شهری در ایالت داکوتای شمالی کشور ایالات متحده آمریکا است که جمعیت آن در سرشماری سال ۲۰۱۰ میلادی، ۵۷۱ نفر بوده‌است.